# Donna Duplantier
Donna Duplantier (* 24. August 1963 in New Orleans, Louisiana) ist eine US-amerikanische Schauspielerin.

## Leben
Duplantier wurde am 24. August 1963 in New Orleans geboren. Ihre Familie ist seit dem 19. Jahrhundert in New Orleans wohnhaft. Ihr Vater, ein Geologe, war der erste Afroamerikaner in dieser Position beim Unternehmen Texaco Oil. Ihre Mutter war über 30 Jahre lang als Krankenschwester tätig. Sie erlangte ihren Bachelor of Arts in Theaterwissenschaften an der George Mason University.
Sie debütierte 2002 in einer Nebenrolle im Film Brown Sugar als Filmschauspielerin. In den nächsten Jahren erhielt sie Episodenrollen unter anderen in den Fernsehserien Lady Cops – Knallhart weiblich, Star Trek: Enterprise, Strong Medicine: Zwei Ärztinnen wie Feuer und Eis und All of Us. Zu Beginn der 2010er Jahre erhielt sie wiederkehrende Rollen in den Fernsehserien Memphis Beat und Treme. 2013 spielte sie die Rolle der Barbara Gaines in Der Butler und war im selben Jahr in der Rolle der Schwester Frazin im Film Dallas Buyers Club zu sehen. Sie erhielt 2014 Filmbesetzungen unter anderen in Devil’s Due – Teufelsbrut, When the Game Stands Tall, 99 Homes – Stadt ohne Gewissen und The Best of Me – Mein Weg zu dir. 2022 spielte sie in vier Episoden der Fernsehserie Queen Sugar die Rolle der Belinda Carmichael. 2023 verkörperte sie die Rolle der Jane Yagoda in der Filmproduktion Pain Hustlers. 

## Filmografie (Auswahl)
- 2002: Brown Sugar
- 2003: Lady Cops – Knallhart weiblich (The Division, Fernsehserie, Episode 3x22)
- 2003: Star Trek: Enterprise (Enterprise, Fernsehserie, Episode 3x11)
- 2004: Woman Hollering Creek (Kurzfilm)
- 2004: Strong Medicine: Zwei Ärztinnen wie Feuer und Eis (Strong Medicine, Fernsehserie, Episode 5x11)
- 2005: All of Us (Fernsehserie, Episode 3x02)
- 2005: Todesschwarm 2 – Vampire Bats (Vampire Bats, Fernsehfilm)
- 2006: Big Mama’s Haus 2 (Big Momma’s House 2)
- 2006: For One Night (Fernsehfilm)
- 2006: Mandingo in a Box (Kurzfilm)
- 2006: Über Nacht Familienvorstand (Hello Sister, Goodbye Life, Fernsehfilm)
- 2007: Doing the L.A. Thing
- 2007: Somebody Help Me
- 2007: K-Ville (Fernsehserie, Episode 1x09)
- 2008: It Takes a Village (Kurzfilm)
- 2008: Der seltsame Fall des Benjamin Button (The Curious Case of Benjamin Button)
- 2009: The Open Road
- 2009: The Roe Effect (Kurzfilm)
- 2009: After All That (Kurzfilm)
- 2010: Angels Die Slowly
- 2010: Napoleonic (Kurzfilm)
- 2010: Die Rache der Brautjungfern (Revenge of the Bridesmaids, Fernsehfilm)
- 2010: Memphis Beat (Fernsehserie, 2 Episoden)
- 2010–2012: Treme (Fernsehserie, 6 Episoden)
- 2011: Kein Mittel gegen Liebe (A Little Bit of Heaven)
- 2011: Pakt der Rache (Seeking Justice)
- 2011: Texas Killing Fields – Schreiendes Land (Texas Killing Fields)
- 2011: The Becoming Box (Kurzfilm)
- 2012: Breakout Kings (Fernsehserie, Episode 2x06)
- 2012: Abraham Lincoln Vampirjäger (Abraham Lincoln: Vampire Hunter)
- 2012: Ghost Horror House – The Leroux Spirit Massacre (American Horror House)
- 2012: Fire with Fire – Rache folgt eigenen Regeln (Fire with Fire)
- 2012: Shootout – Keine Gnade (Bullet to the Head)
- 2013: From the Rough
- 2013: Der Butler (The Butler)
- 2013: Dallas Buyers Club
- 2014: Devil’s Due – Teufelsbrut (Devil’s Due)
- 2014: When the Game Stands Tall
- 2014: 99 Homes – Stadt ohne Gewissen (99 Homes)
- 2014: The Best of Me – Mein Weg zu dir (The Best of Me)
- 2014: Brokedown Paradise (Kurzfilm)
- 2014: On Angel’s Wings (Kurzfilm)
- 2015: The D Train
- 2015: Navy CIS: New Orleans (NCIS: New Orleans, Fernsehserie, Episode 1x16)
- 2015: A Sort of Homecoming
- 2015: Return to Sender – Das falsche Opfer (Return to Sender)
- 2015: Der Kandidat – Macht hat ihren Preis (The Runner)
- 2016: Worry Dolls
- 2016: Bad Moms
- 2016: Plaquemines (Kurzfilm)
- 2017: Happy Deathday (Happy Death Day)
- 2017: Thank You for Your Service
- 2017: Ripe Figs (Kurzfilm)
- 2017: Wer ist Daddy? (Father Figures)
- 2018: Roxë15 (Kurzfilm)
- 2018: Marvel’s Cloak & Dagger (Fernsehserie, Episode 1x10)
- 2019: Darlin’
- 2019: The Purge – Die Säuberung (The Purge, Fernsehserie, Episode 2x03)
- 2019–2022: Claws (Fernsehserie, 2 Episoden)
- 2020: One of these Days
- 2020: Unhinged – Außer Kontrolle (Unhinged)
- 2021: The Trees Remember (Miniserie, Episode 1x03)
- 2021: Mona Lisa and the Blood Moon
- 2022: The Staircase (Miniserie, Episode 1x05)
- 2022: Cherish the Day (Fernsehserie, Episode 2x04)
- 2022: Queen Sugar (Fernsehserie, 4 Episoden)
- 2022: A New Orleans Noel (Fernsehfilm)
- 2023: A Touch of Magic (Kurzfilm)
- 2023: A Killer Romance (Hit Man)
- 2023: Pain Hustlers
- 2023: Krieg der Bestatter (The Burial)
- 2024: Lisa Frankenstein